# بریجش لورنس
بریجش لورنس (انگلیسی: Brijesh Lawrence؛ ۲۷ دسامبر ۱۹۸۹) یک دونده اهل سنت کیتس و نویس است. از افتخارات وی میتوان وی می‌توان به کسب مدال برنز دو ۴×۱۰۰ متر امدادی در ۲۰۱۱ دئگو اشاره کرد.

## پیوند به بیرون

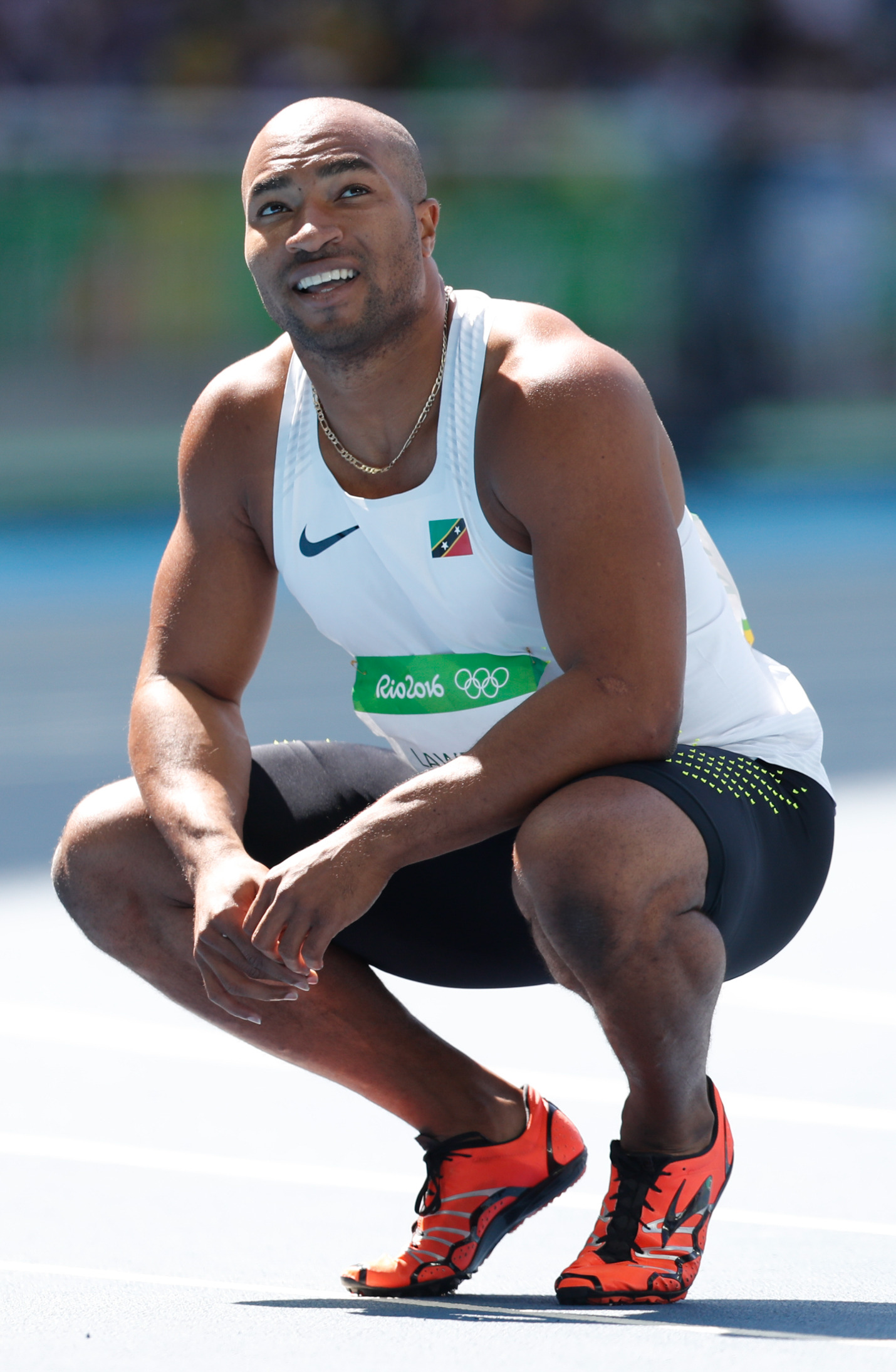
بریجش لورنس در المپیک ۲۰۱۶